# Петерсен, Пол
Пол Пе́терсен (англ. Paul Petersen; род. 23 сентября 1945, Глендейл, Калифорния) — американский актёр и певец, позднее — писатель и активист за права детей. Наиболее запомнился зрителю исполнением роли «типичного американского парня» Джеффа Стоуна в сериале «Шоу Донны Рид» (в 275 эпизодах за восемь лет, начал играть эту роль в возрасте 13 лет).

## Биография
Уильям Пол Петерсен родился 23 сентября 1945 года в городе Глендейл (штат Калифорния, США). Младшая сестра — Пэтти (род. 1954), получила некоторую известность как ребёнок-актриса (в 1963—1966 годах исполнила роли Тришы Стоун в сериале «Шоу Донны Рид», в 99 эпизодах), но на этом её актёрская карьера завершилась.
Петерсен начал карьеру актёра в возрасте 10 лет: он стал одним из мышкетёров в телепрограмме «Клуб Микки Мауса». С 11 лет начал сниматься в телесериалах, с 12 — в кинофильмах (пока в эпизодических ролях без указания в титрах), а в 1958 году на киноэкраны вышла лента «Плавучий дом» — она стала весьма успешной: звёздный состав, несколько престижных наград, и именно здесь 13-летний Петерсен впервые сыграл роль с указанием в титрах. Юного актёра приметили, пригласили на постоянную роль в сериал «Шоу Донны Рид», и здесь Петерсен сыграл в 275 эпизодах за восемь лет (1958—1966). После завершения этого шоу в 1966 году, Петерсен продолжил сниматься в фильмах и сериалах, однако его популярность заметно пошла на спад. Как отмечали обозреватели, «его образ типичного американского подростка не соответствовал духу времени, когда набирала силу противоречивая контркультура, связанная с войной во Вьетнаме; его попытки сыграть серьёзного молодого человека также ни к чему не привели».
В 1962 году 17-летний Петерсен начал карьеру поп-певца, но она продолжалась лишь шесть лет.
В 1977 году вышла автобиография актёра, озаглавленная Walt, Mickey and Me: Confessions of the First Ex-Mouseketeer.
В 1990 году Петерсон основал организацию A Minor Consideration, призванную поддерживать детей-актёров и других работников детского труда с помощью законодательства, семейного воспитания, личного вмешательства и консультирования для тех, кто находится в кризисной ситуации; улучшить условия труда детей-актёров и помочь им перейти от этой работы к взрослой жизни, будь то актёрское мастерство или другие профессии. Толчком к созданию такой организации послужило самоубийство бывшего ребёнка-актёра Расти Хамера (1947—1990).

### Личная жизнь
В 1967 году Петерсен женился на ровеснице, киноактриса Бренде Бене. Брак продолжался три года, после чего последовал развод.

В 1974 году он женился на девушке по имени Хэлли Литман, никак не связанной ни с кино, ни с телевидением. Брак продолжался 14 лет, от него осталось двое детей, но также последовал развод.

В 1992 году Петерсен женился на женщине по имени Рана Йо Плац (также не связанной с кино), по состоянию на 2025 год брак продолжается.

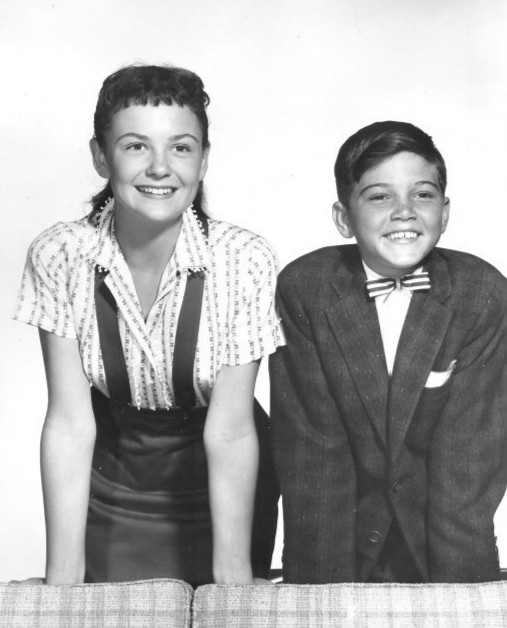
С Шелли Фабаре в «Шоу Донны Рид» (1958)
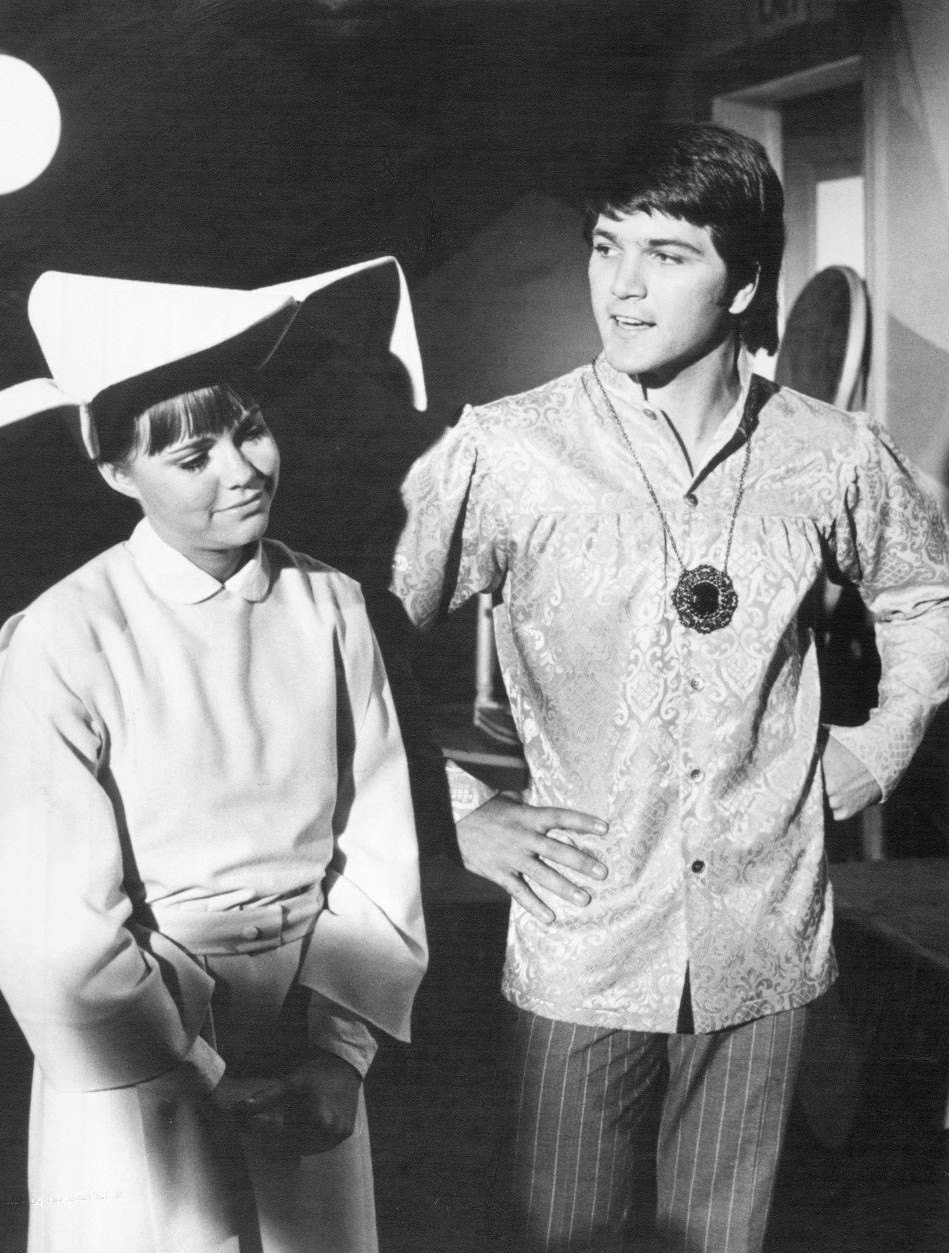
С Салли Филд в сериале «Летающая монахиня» (1968)

## Награды
- 1997 — Награда за пожизненные достижения бывшего ребёнка-актёра премии «Молодой актёр» за роль в сериале «Шоу Донны Рид» в 1958—1966 годах[10].

## Дискография
С 1962 по 1968 год Петерсен также был известен как поп-певец, за это время он записал пять альбомов и выпустил более десятка отдельных синглов. Ниже указаны несколько из них, получивших хоть какую-то известность:

Альбомы

- 1962 — Lollipops and Roses. Состоит из 12 песен.
- 1963 — Teenage Triangle. Совместная компиляция трёх поп-исполнителей: Шелли Фабаре, Джеймса Даррена и Пола Петерсена. Состоит из 12 песен (каждый исполнил по четыре песни). 48-я строчка в Billboard 200.

Синглы

- 1962 — Lollipops and Roses. 54-я строчка в Billboard Hot 100.
- 1962 — My Dad. 6-я строчка в Billboard Hot 100.

## Фильмография

### Широкий экран
- 1957 — Долгожданная ночь[англ.] / This Could Be the Night — Джои (в титрах не указан)
- 1957 — Монстры-монолиты[англ.] / The Monolith Monsters — Бобби, разносчик газет[англ.] (в титрах не указан)
- 1958 — Плавучий дом / Houseboat — Дэвид Уинтерс
- 1967 — Самый счастливый миллионер[англ.] / The Happiest Millionaire — Тони
- 1967 — Время убивать[англ.] / A Time for Killing — Синее Озеро
- 1968 — Путешествие в Шилох / Journey to Shiloh — Джей. Си. Саттон
- 2003 — Дикки Робертс: Звёздный ребёнок[англ.] / Dickie Roberts: Former Child Star — в роли самого себя

### Телевидение
- 1956—1957 — Театр Форда[англ.] / Ford Theatre — мальчик (в 2 эпизодах)
- 1958—1966 — Шоу Донны Рид / The Donna Reed Show — Джефф Стоун, «типичный американский парень»[4] (в 275 эпизодах)
- 1964 — Вирджинец[англ.] / The Virginian — Дэн Грант (в эпизоде Another's Footsteps[англ.])
- 1966 — Отряд «Ф»[англ.] / F Troop — Джонни Орлиный Глаз (в эпизоде Johnny Eagle Eye[англ.])
- 1967 — Пожалуйста, не ешь маргаритки![англ.] / Please Don't Eat the Daisies — Джерри (в эпизоде None So Righteous)
- 1968 — Менникс[англ.] / Mannix — Дин Девлин (в эпизоде To Kill a Writer[англ.])
- 1968 — Летающая монахиня / The Flying Nun — Сонни Говард (в эпизоде Song of Bertrille)
- 1968 — Большая долина / The Big Valley — Рой Сандерс (в эпизоде The Long Ride[англ.])
- 1968—1970 — Лесси / Lassie — Дейв Лока • Билли Кэмерон (в 3 эпизодах[англ.])
- 1969 — В 2889 году[англ.] / In the Year 2889 — Стив Морроу
- 1969 — Три моих сына[англ.] / My Three Sons — Тед Уинкс (в эпизоде Mexican Honeymoon[англ.])
- 1969 — Гиджет взрослеет[англ.] / Gidget Grows Up — «Лунный Пёс» Гриффит
- 1971 — Семья Смитов[англ.] / The Smith Family — Аллен Уильямс (в эпизоде The Ex-Con)
- 1971 — О’Хара — достояние Америки[англ.] / O'Hara, U.S. Treasury — Фред Коуп (в эпизоде Operation: Time Fuse)
- 1971 — Любовь по-американски[англ.] / Love, American Style — Гарольд (в эпизоде Love and the Bashful Groom[англ.])
- 1972 — Кеннон[англ.] / Cannon — Пит Фаррелл (в эпизоде Treasure of San Ignacio)
- 1979 — Остров фантазий / Fantasy Island — Юджин Бодайн (в эпизоде Baby / Marathon: Battle of the Sexes[англ.])
- 1982 — Ударная группа[англ.] / Strike Force — 3 персонажа (в 3 эпизодах)
- 1982—1985 — Мэтт Хьюстон[англ.] / Matt Houston — 7 персонажей (в 8 эпизодах)
- 1984, 1987 — Детектив Майк Хаммер[англ.] / Mickey Spillane's Mike Hammer — офицер • клерк (в 2 эпизодах)
- 1985 — Охотник Джон[англ.] / Trapper John, M.D. — Бэйли (в эпизоде So Little, Gone[англ.])
- 1989 — Майк Хаммер: Цепь убийств / Mike Hammer: Murder Takes All — Стэнфилд
- 1998 — Вне веры: Правда или ложь[англ.] / Beyond Belief: Fact or Fiction — Джин Эвери (в эпизоде The Card Game)